# Schwabsdorf (Bad Sulza)
Das Gehöft Schwabsdorf gehört zur Landgemeinde Stadt Bad Sulza im Landkreis Weimarer Land in Thüringen.

## Lage
Das Gehöft Schwabsdorf liegt im Ackerbaugebiet zwischen Apolda und Eckartsberga unmittelbar an der Landesgrenze zu Sachsen-Anhalt.

## Geschichte
830–850 wurde das Gehöft erstmals urkundlich erwähnt. Die frühe Erwähnung lässt auf ein Küchengut der nahen Burg schließen.
Im 14. Jahrhundert wird eine „Vogtei Gebstedt“ erwähnt, zu der die Orte Gebstedt, der Hof Schwabsdorf, Neustedt und Reisdorf (Oberdorf) gehörten. Die Vogtei Gebstedt stand unter der Verwaltung des ernestinischen Amts Roßla, welches beim Aussterben der Linie Sachsen-Altenburg im Jahr 1672 an Sachsen-Weimar kam und seit 1741 zu Sachsen-Weimar-Eisenach gehörte. Bei der Verwaltungsreform des Großherzogtums Sachsen-Weimar-Eisenach kam Gebstedt mit Schwabsdorf im Jahr 1850 zum Verwaltungsbezirk Weimar II und juristisch zum Justizamt Buttstädt. Seit 1920 gehört der Ort zu Thüringen.
Schwabsdorf gehörte bis zu deren Eingliederung nach Bad Sulza am 31. Dezember 2012 zur Gemeinde Gebstedt. Die Siedlung hat keinen eigenen Status, ist also weder Orts- noch Stadtteil von Bad Sulza.